# Lista de pinturas de André Gonçalves

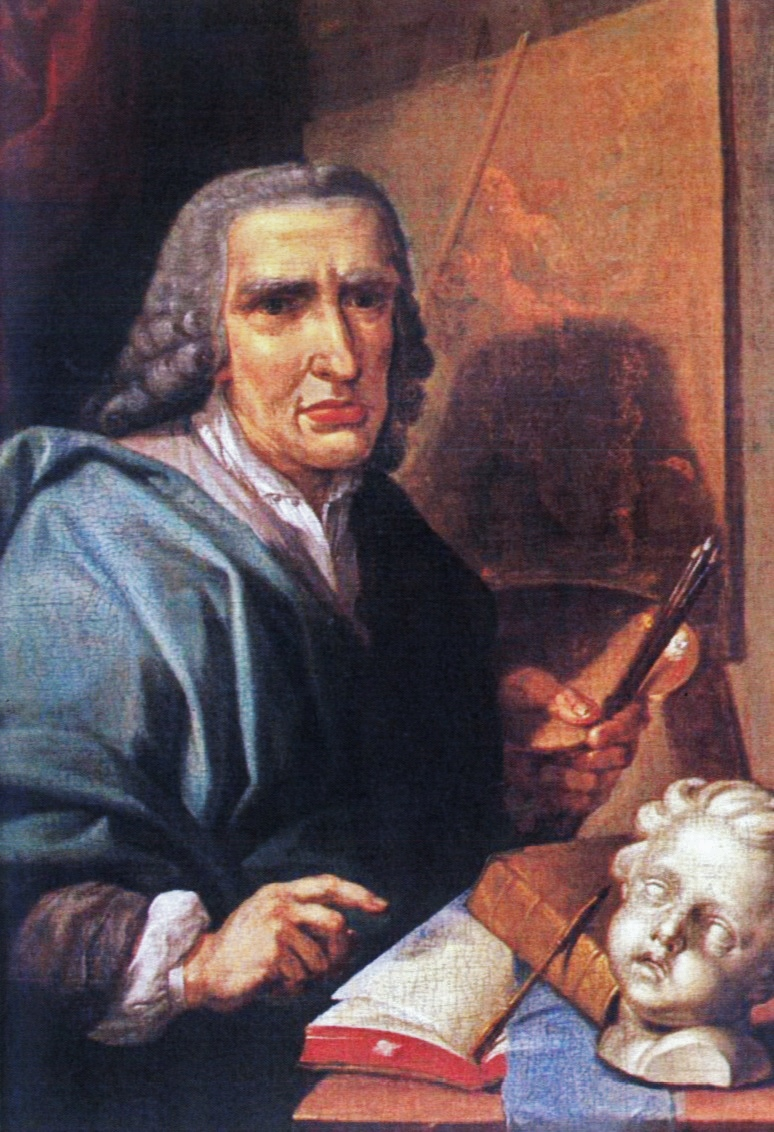
Retrato de André Gonçalves (c. 1730), por Pierre-Antoine Quillard

Esta é uma lista de pinturas de André Gonçalves, lista não exaustiva das pinturas deste pintor, mas tão só das que como tal estão registadas na Wikidata.
A lista está ordenada pela data de criação de cada pintura. Como nas outras listas geradas a partir da Wikidata, os dados cuja designação se encontra em itálico apenas têm ficha na Wikidata, não tendo ainda artigo próprio criado na Wikipédia.
André Gonçalves (1685-1754), nas palavras do também pintor José da Cunha Taborda (1766-1836), "pintou com alguma facilidade, e com muito bom gosto de colorido, mas pouca invenção, podendo-se chamar quase todos os seus painéis excelentes cópias de várias estampas dos melhores originais, de que tinha uma vasta coleção".
| Imagem | Título | Data         | Retrata                                                                                                | Coleção                                                                             | Descrito em |
| ------ | --- | ------------ | --- | ----------------------------------------------------------------------------------- | ----------- |
|        | Última Ceia | 1725         | Última Ceia                                                                                            | Museu Nogueira da Silva                                                             |             |
|        | Assunção de Nossa Senhora                                                                                             | 1730         | | Palácio Nacional de Mafra                                                           |             |
|        | São Miguel a combater o Demónio                                                                                       | 1730         | Miguel                                                                                                 | Igreja do Menino Deus                                                               |             |
|        | Aparição da Beata Sancha às Beatas Teresa e Mafalda                                                                   | 1735         | Sancha de Portugal Beata Teresa de Portugal Beata Mafalda de Portugal                                  | Igreja do Menino Deus                                                               |             |
|        | O Milagre das Rosas                                                                                                   | 1735         | Isabel de Aragão Diniz I de Portugal                                                                   | Igreja do Menino Deus                                                               |             |
|        | Triunfo da Eucaristia                                                                                                 | 1740s        | | Igreja do Socorro                                                                   |             |
|        | Triunfo da Eucaristia sobre a Filosofia, Ciência e Natureza                                                           | 1740s        | | Igreja do Socorro                                                                   |             |
|        | Triunfo da Eucaristia sobre o Paganismo ou Idolatria                                                                  | 1740s        | | Igreja do Socorro                                                                   |             |
|        | Triunfo da Fé sobre os Sentidos                                                                                       | 1740s        | | Igreja do Socorro                                                                   |             |
|        | Adoração dos Magos | 1750         | Adoração dos Magos Menino Jesus                                                                        | Museu Nacional de Machado de Castro                                                 |             |
|        | Retrato de D. José I                                                                                                  | 1750         | José I de Portugal                                                                                     | Museu Nacional dos Coches                                                           |             |
|        | Anunciação | 1750         | Anunciação                                                                                             | Museu Nacional de Arte Antiga                                                       |             |
|        | Santa Ana | 1750         | Santa Ana                                                                                              | Museu de São Roque                                                                  |             |
|        | Santa Maria Madalena                                                                                                  | 1750         | Maria Madalena                                                                                         | Museu de São Roque                                                                  |             |
|        | São Joaquim | 1750         | São Joaquim                                                                                            | Museu de São Roque                                                                  |             |
|        | São José | 1750         | São José                                                                                               | Museu de São Roque                                                                  |             |
|        | São João Baptista | 1750         | João Batista                                                                                           | Museu de São Roque                                                                  |             |
|        | Anunciação | 1754         | Anunciação                                                                                             | Convento dos Cardais                                                                |             |
|        | Investidura da casula a Santo Ildefonso                                                                               | 1757         | Ildefonso de Toledo                                                                                    | Museu Nacional de Machado de Castro                                                 |             |
|        | A Anunciação | 1757         | Anunciação                                                                                             | Misericórdia de Coimbra                                                             |             |
|        | Nossa Senhora da Consolação com Santa Catarina de Alexandria, São Tomás de Aquino, São Goldrofe e São Carlos Borromeu | 1757         | Nossa Senhora da Consolação Catarina de Alexandria Tomás de Aquino Carlos Borromeu Goldrofe of Arganil | Misericórdia de Coimbra                                                             |             |
|        | Coroacao da Virgem | 1759         | Coroação de Maria                                                                                      | Igreja do antigo Convento da Madre de Deus                                          |             |
|        | São Francisco | 1759         | Francisco de Assis                                                                                     | Igreja do antigo Convento da Madre de Deus                                          |             |
|        | Visitação | 1759         | Visitação                                                                                              | Igreja do antigo Convento da Madre de Deus                                          |             |
|        | Nossa Senhora das Mercês                                                                                              | 1759         | Nossa Senhora das Mercês                                                                               | Palácio dos Marqueses de Pombal, abrangendo o jardim, casa de pesca e cascata junta |             |
|        | Nossa Senhora e o Menino Jesus e Santos                                                                               | 1760         | Virgem Maria Menino Jesus santo                                                                        | Igreja de São Vicente de Fora                                                       |             |
|        | Adoração dos Pastores                                                                                                 | 18th century | Adoração dos Pastores Menino Jesus                                                                     | Museu Nacional de Machado de Castro                                                 |             |
|        | A Anunciação | 18th century | | Diocese de Setúbal                                                                  |             |
|        | Aparição do Anjo a São Pedro                                                                                          | 18th century | São Pedro                                                                                              | Diocese de Setúbal                                                                  |             |
|        | Fuga para o Egito | 18th century | |                                                                                     |             |
|        | Pentecostes | 18th century | Pentecostes                                                                                            | Museu Municipal de Óbidos                                                           |             |
|        | Santa Clara | 18th century | Clara de Assis                                                                                         | Igreja do antigo Convento da Madre de Deus                                          |             |
|        | São João em Patmos | 18th century | São João Evangelista                                                                                   | Igreja de Nossa Senhora da Conceição                                                |             |
|        | São Teotónio aos pés da Imaculada Conceição                                                                           | 18th century | São Teotónio Imaculada Conceição                                                                       | Misericórdia de Coimbra                                                             |             |
|        | Visitação | 18th century | Visitação                                                                                              | Igreja de Nossa Senhora da Conceição                                                |             |
|        | Morte de Santo António                                                                                                | 18th century | Santo António de Lisboa                                                                                | Igreja do antigo Convento da Madre de Deus                                          |             |
|        | Santo António e o milagre do recém-nascido que falou                                                                  | 18th century | Santo António de Lisboa milagre                                                                        | Igreja do antigo Convento da Madre de Deus                                          |             |
|        | Santo António e o milagre do Sinal da Cruz sobre o alimento envenenado                                                | 18th century | Santo António de Lisboa                                                                                | Igreja do antigo Convento da Madre de Deus                                          |             |
|        | Santo António e o milagre da pregação em várias línguas                                                               | 18th century | Santo António de Lisboa milagre                                                                        | Igreja do antigo Convento da Madre de Deus                                          |             |
|        | Cenas da Vida da Virgem Maria                                                                                         | 18th century | | Convento de São Domingos de Benfica                                                 |             |

∑ 40 items.